# La estrella misteriosa
La estrella misteriosa (en original en francés: L'étoile mystérieuse) es el décimo álbum de Las aventuras de Tintín, la serie de cómics del dibujante belga Hergé. La historia fue serializada a diario en Le Soir, el principal periódico francófono de Bélgica, desde octubre de 1941 hasta mayo de 1942 en medio de la ocupación alemana de Bélgica durante la Segunda Guerra Mundial. La historia narra las aventuras del joven periodista belga Tintín, que viaja con su perro Milú y su amigo el capitán Haddock a bordo de una expedición científica al Océano Ártico en una carrera internacional para encontrar un meteorito que ha caído sobre la Tierra.
La estrella misteriosa fue un éxito comercial y fue publicado en forma de libro por Casterman poco después de su conclusión; el primer volumen de Tintín que se publicó originalmente en el formato de 62 páginas a todo color. Hergé continuó Las aventuras de Tintín con El secreto del Unicornio, mientras que la serie se convirtió en una parte definitoria de la tradición del cómic franco-belga. La estrella misteriosa ha recibido una recepción crítica mixta y ha sido una de las entregas más controvertidas de la serie debido a la imagen antisemita del principal antagonista de la trama. La historia fue adaptada tanto para la serie animada de Belvision de 1957, Les Aventures de Tintin, d'après Hergé, como para la serie animada de 1991 Las aventuras de Tintín de Ellipse y Nelvana.

## Argumento

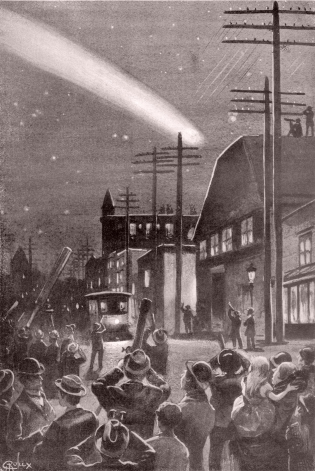
La historia comienza con la aparición de una estrella misteriosa en el cielo nocturno belga que provoca incertidumbre a Tintín. En la imagen, ilustración del libro La caza del meteoro de Jules Verne, que sirvió de inspiración a Hergé.

Durante un paseo nocturno por la ciudad, Tintín observa una estrella que parece acercarse cada vez más a la Tierra. Intrigado, decide consultar al observatorio, donde conoce al director del mismo, el profesor Hipólito Calys, mientras que un profeta autoproclamado, Philippulus, predice el fin del mundo. El meteorito se acerca peligrosamente, pero un fragmento de ella se sumerge en el océano Ártico. Calys determina que el aerolito está hecho de un nuevo material que él nombra «calistemo», y se pone en camino para encontrarlo con un equipo de científicos del Fondo Europeo de Investigaciones Científicas. Tintín y Milú se embarcan en el M.S. Aurora, navío dirigido por el amigo de Tintín, el capitán Haddock. La expedición la componen el profesor Calys, el sueco Erik Björgenskjöld, el español Porfirio Bolero y Calamares, de la Universidad de Salamanca; el alemán Otto Schulze, de la Universidad de Jena; el francés Paul Cantonneau, (que reaparecería en Las siete bolas de cristal) de la Universidad de Friburgo, y el portugués Pedro Joãs Dos Santos, de la Universidad de Coímbra. Mientras tanto, otro equipo se ha embarcado en el barco de la expedición polar, el Peary, respaldado por el mecenas Sr. Bohlwinkel de Sao Rico; por lo tanto, la expedición se convierte en una carrera para alcanzar el meteorito. En el día de la partida, Bohlwinkel tiene un secuaz con un cartucho de dinamita en el Aurora, pero es descubierto y arrojado por la borda. En el Mar del Norte, el Aurora casi es embestido por otro de los barcos de Bohlwinkel, el Kentucky Star, pero Haddock se desvía del camino.

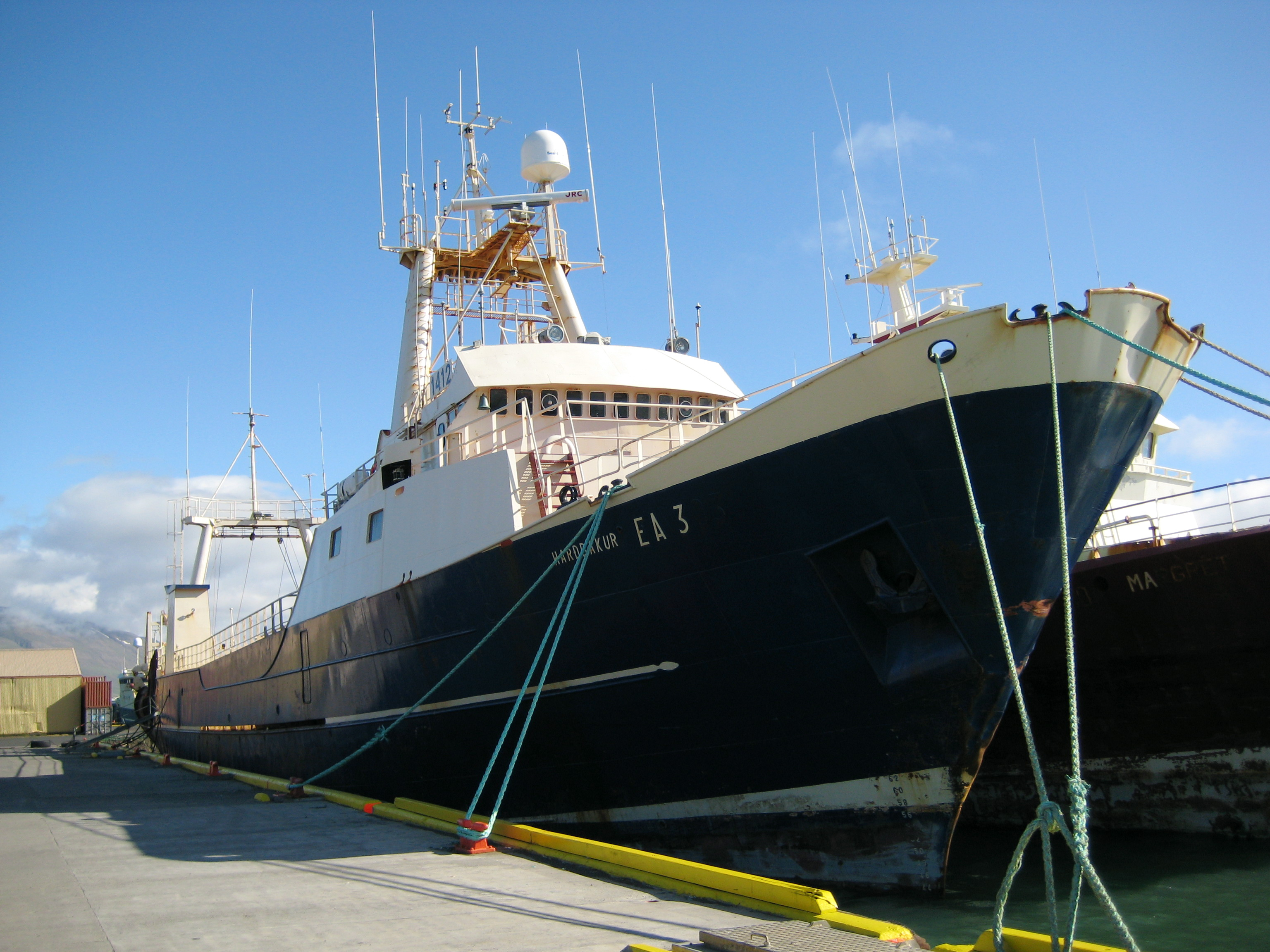
Al Aurora se le prohíbe repostar fuel oil en la localidad islandesa de Akureyri. En la imagen, un barco en el puerto de Akureyri, uno de los más importantes del Atlántico Norte.

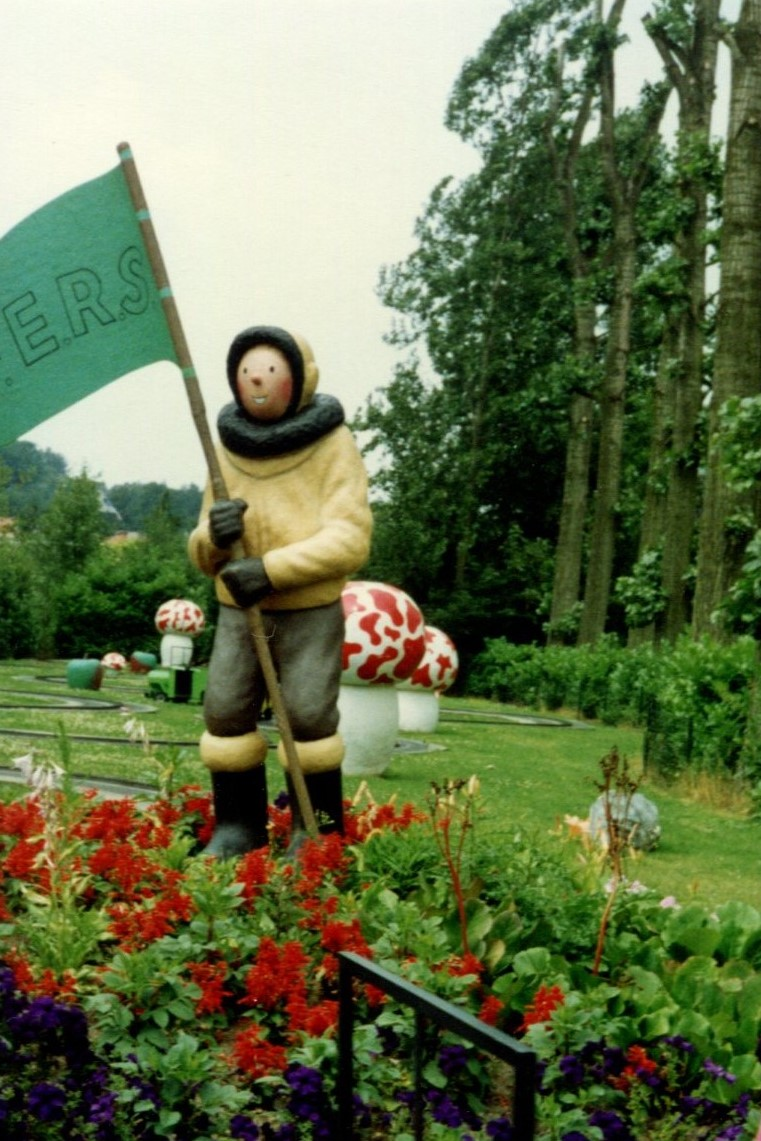
Representación de Tintín con la bandera en el parque temático Walibi Belgium

Se producen más contratiempos en el puerto islandés de Akureyri, cuando Bohlwinkel envía un telegrama a la empresa Golden Oil para prohibir facilitar combustible al Aurora. Haddock y Tintín se encuentran con un viejo amigo suyo, el Capitán Chester, quien revela que hay mucho combustible y que la Golden Oil Company —que tiene el monopolio de combustible en Islandia— es propiedad de Bohlwinkel. Los tres secretamente llevan una manguera de la nave de Chester, el Sirius, al Aurora, y así engañan a Golden Oil para que les proporcione el combustible que necesitan.
Cerca del Peary, que les llevaba una notable ventaja, el Aurora recibe una ambigua llamada de auxilio de otro barco y cambia su curso para ayudar, pero las investigaciones de Tintín revelan que la señal de socorro es un señuelo para retrasarlos. Reanudando el viaje, interceptan un mensaje que anuncia que la expedición del Peary ha alcanzado el aerolito pero aún no lo ha reclamado. Mientras la tripulación del Peary se une al meteorito, Tintín utiliza el hidroavión del Aurora para lanzarse en paracaídas sobre el meteorito y plantar la bandera de la expedición. Tintín hace campamento mientras los motores del Aurora se reparan después de desarrollar problemas. Al día siguiente, descubre que el calistemo acelera el crecimiento y hace las cosas mucho más grandes: las pepitas de manzana que arrojó al suelo se convierten en un gran manzano, mientras que un gusano que había en la manzana se convierte en una enorme mariposa, y Tintín es amenazado por una araña gigante que escapó de la comida, además de la aparición de hongos inmensos explosivos, antes de que llegue el rescate. Un maremoto repentino sacude el meteorito hasta su núcleo y lo hunde en el mar, pero el hidroavión del Aurora llega a tiempo para salvarlos. Antes de poner rumbo al navío, Tintín decide arriesgarse y volver al aerolito que se hunde para hacerse con una muestra del mismo y llevársela al profesor Calys que le ayude en sus investigaciones. Bohlwinkel descubre por radio que ha sido descubierto como el principal saboteador del Aurora y se espera que sea juzgado por sus crímenes. Cuando el Aurora regresa a casa, el capitán Haddock dirige el barco hacia tierra, no para buscar fuel, sino whisky.

## Historia

### Contexto y antecedentes
En medio de la ocupación alemana de Bélgica durante la Segunda Guerra Mundial, Hergé había encontrado empleo en Le Soir, el principal periódico belga, que entonces estaba bajo el control administrativo del gobierno militar de ocupación. Su último serial, La estrella misteriosa, inicialmente presentó a los Estados Unidos como los principales antagonistas; al explicar esto, Hergé afirmó que la historia giraba en torno al tema de "la rivalidad por el progreso entre Europa y los Estados Unidos". Aunque no le desagradaban los estadounidenses en sí, tenía un gran desdén por los grandes negocios estadounidenses y había exhibido temas antiestadounidenses en trabajos anteriores, en particular en Tintín en América. Durante la serialización de La estrella misteriosa, en diciembre de 1941, los Estados Unidos entraron en guerra del lado de los Aliados, entrando así en conflicto directo con Alemania. Todos los científicos presentados eran del Eje, países neutrales u ocupados, lo que podría ser un reflejo del sesgo político antialiado de la tira. El biógrafo de Hergé Harry Thompson afirmó que esto no debería interpretarse como un fuerte prejuicio antialiado, ya que los únicos dos estados-naciones en Europa que eran parte de los Aliados en ese momento eran la Unión Soviética y el Reino Unido, y que los personajes de Haddock y Chester eran británicos.

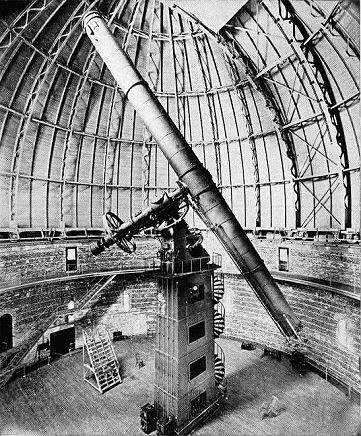
El Observatorio Yerkes, en Wisconsin, fuente de inspiración para Hergé para el interior del observatorio y el telescopio del principio de la historieta.

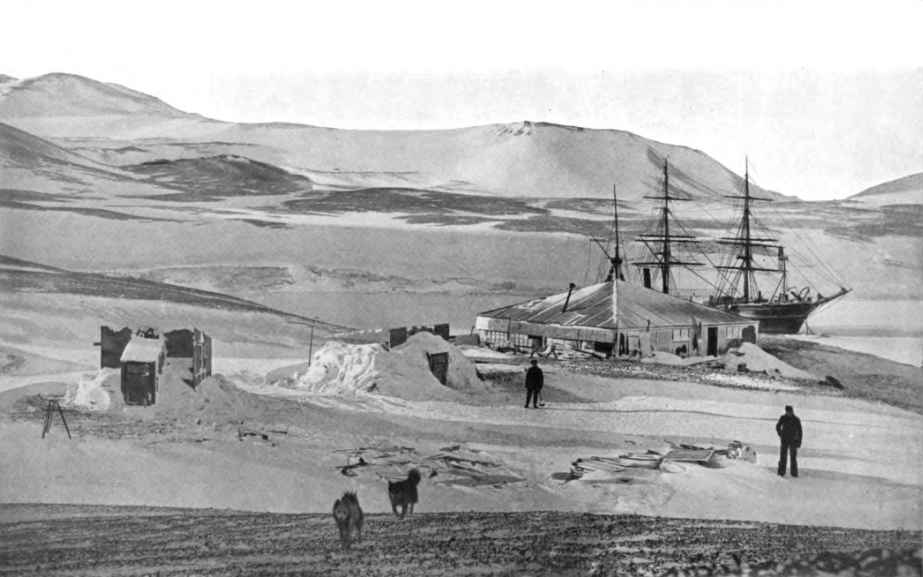
Expedición Discovery, en 1905, que influenció a Hergé para La estrella misteriosa.

Como había hecho para otras aventuras de Tintín que presentaban viajes por mar, Hergé tuvo el cuidado de obtener la mayor cantidad posible de datos sobre barcos para hacer sus representaciones más realistas. El diseño del Aurora se basó en el RRS William Scoresby, mientras que el Peary probablemente estaba basado en otro barco antártico, el RRS Discovery. El hidroavión en el que viaja la expedición se basó en el alemán Arado Ar 196. Sin embargo, Hergé más tarde criticó sus propios esfuerzos en esta área, diciendo que si el Aurora hubiera sido una verdadera nave, probablemente sería innavegable.
La estrella misteriosa compartió similitudes con La caza del meteoro, una novela de 1908 del escritor de ciencia ficción francés Jules Verne. Como en la historia de Hergé, la novela de Verne presenta una expedición al Atlántico Norte para encontrar un fragmento de meteorito que contenga un nuevo elemento. En ambas historias, los equipos de expedición rivales fueron dirigidos por un profesor excéntrico y un banquero judío, y la novela de Verne tenía un Doktor Schultze que coincide con el profesor Schulze de Hergé, ambos de la Universidad de Jena. Hergé negó haber copiado deliberadamente la historia de Verne, diciendo que solo había leído una de las obras del novelista francés; es posible que la influencia de Verne haya llegado a través de Jacques Van Melkebeke, amigo y asistente de Hergé, que era un fanático del género. El miembro sueco de la expedición, Eric Björgenskjöld se asemeja físicamente a una persona real: Auguste Piccard, quien más tarde se convirtió en la inspiración de Hergé para el icónico profesor Tornasol. Para las viñetas del observatorio, Hergé se inspiró en el Real Observatorio de Bélgica y en el Observatorio Yerkes situado en Williams Bay, Wisconsin, para el interior y el telescopio.
Una de las historietas de Ali-Oli, vendedor oriental, la titulada El gran sabotaje (Almanaque para 1970 de Tío Vivo) toma elementos del comienzo de La estrella misteriosa, concretamente el telescopio y el profesor Calys.

### Antisemitismo
Bajo el control nazi, Le Soir estaba publicando una variedad de artículos antisemitas, llamando a los judíos a ser excluidos aún más de la vida pública y describiéndolos como enemigos raciales del pueblo belga. El biógrafo de Hergé Pierre Assouline notó que había una "correlación notable" entre la naturaleza antisemita de los editoriales de Le Soir y la descripción de los judíos de La estrella misteriosa. Unos meses después de la publicación de la historia, se aprobó una legislación para recolectar y deportar judíos de Bélgica a los campos de concentración nazis. Por lo tanto, La estrella misteriosa reflejó las tendencias en la situación política belga en ese momento. Sin embargo, la historia no era la primera en que Hergé había adoptado tal perspectiva en su trabajo; recientemente había proporcionado ilustraciones para las fábulas de Robert de Vroyland, varias de las cuales contenían estereotipos antisemitas, lo que refleja el racismo en gran parte del libro de Vroyland. Del mismo modo, su descripción del personaje de Rastapopoulos, que se introdujo en Tintín en América, ha sido citada como basada en estereotipos antisemitas.
Cuando La estrella misteriosa apareció en Le Soir, Hergé presentó una mordaza en la que dos judíos escucharon la noticia profética de que el fin del mundo está cerca. Se frotan las manos con entusiasmo, y uno comenta: "¿Has oído, Isaac? ¡El fin del mundo! ¿Y si es verdad?" El otro responde: "¡Eh, eh, sería un vicio, Salomón! ¡Le debo a mis proveedores 50 000 francos, y de esa manera no tengo que pagarlo!". Finalmente Hergé omitió esta escena de la edición recopilada.
El personaje de Bohlwinkel —llamado Blumenstein en la primera versión de La estrella misteriosa— muestra estereotipos antisemitas, como tener una nariz bulbosa y ser un hombre de negocios avaro y manipulador. Hergé luego desestimó las preocupaciones sobre esta caricatura judía y dijo: "Ese era el estilo entonces". En su evaluación de los cómics franco-belgas, Matthew Screech expresó la opinión de que Bohlwinkel era un estereotipo antiestadounidense más que antijudío. Del mismo modo, el periodista y experto en Tintín Michael Farr afirmó que Bohlwinkel era "más parodiado como financiero que como judío". Por el contrario, Lofficier afirmó que tanto el antiamericanismo como el antisemitismo estaban presentes, y que eran los Estados Unidos y el judaísmo internacional quienes eran los "despiadados oponentes" de Tintín. Los apologistas nazis y revisionistas como el negacionista del Holocausto francés Olivier Mathieu usaron La estrella misteriosa como evidencia de que Hergé era un antisemita con simpatías nazis.
Para el especialista en novelas gráficas Hugo Frey, las expediciones competidoras se presentan como una carrera simplista entre el bien y el mal, donde Bohlwinkel muestra los estereotipos de los judíos defendidos por los defensores de la Conspiración Mundial Judía presentados en obras como Los protocolos de los sabios de Sion. Frey escribe que "la nariz grande y bulbosa de Bohlwinkel... frente redondeada, cabello negro escaso y ojos pequeños y redondos" eran imágenes antisemitas comunes en los años 1930 y 1940, promovidas por aquellos como el periodista Édouard Drumont, cuyo periódico antisemita con sede en París La Libre Parole fue influyente en Bruselas. Según Frey, la descripción de Bohlwinkel como fumador de cigarros con sobrepeso reflejaba el estereotipo antisemita de que los judíos eran financieramente poderosos, mientras que sugirió que la escena en la que Bohlwinkel supo que iba a ser perseguido por sus crímenes recordaba el rodeo contemporáneo de judíos en la Europa nazi. Frey contrasta la complicidad de Hergé con los antisemitas con las acciones de otros belgas, como los que atacaron a los nazis en la Universidad Libre de Bruselas y aquellos que arriesgaron sus vidas para ocultar a los judíos.

### Publicación
La estrella misteriosa fue serializada diariamente en Le Soir del 20 de octubre de 1941 al 21 de mayo de 1942 en francés bajo el título L'Étoile mystérieuse. La aventura previa de Tintín, El cangrejo de las pinzas de oro, había sido serializada semanalmente hasta la desaparición del suplemento infantil de Le Soir, Le Soir Jeunesse, antes de continuar diariamente en el periódico principal; la serie anterior había finalizado el día antes de que La estrella misteriosa comenzara. Esta fue la primera aventura de Tintín que se serializó diariamente en su totalidad. Al como en aventuras anteriores, la historia fue posteriormente serializada en Francia en el periódico católico Cœurs Vaillants, donde apareció por primera vez el 6 de junio de 1943.
En la página 20 del libro publicado, Hergé incluyó un cameo de los personajes Hernández y Fernández y Quique y Flupi. La historia también presentó al Capitán Chester, que se menciona en aventuras posteriores, y al Profesor Cantonneau, que regresaría en Las 7 bolas de cristal.
El 21 de mayo de 1942, La estrella misteriosa concluyó la serialización. Menos de una semana después, el gobierno ocupado proclamó que todos los judíos en Bélgica tendrían que usar una insignia amarilla en sus ropas, y en julio la Gestapo comenzó a realizar redadas en locales judíos, seguidas de deportaciones de judíos a los campos de concentración nazis y campos de exterminio. resultando en la muerte de alrededor de 32 000 judíos belgas. Hergé recordó más tarde: "Vi a muy pocos judíos con la estrella amarilla, pero finalmente vi algunos. Me dijeron que algunos judíos se habían ido, que la gente había venido a buscarlos y se los habían llevado. No quería creerlo".

Bandera del estado ficticio de Sao Rico, que sustituyó a la de Estados Unidos de la edición original.

Los primeros álbumes de Tintín reproducían las tiras de periódico, que habían aparecido semanalmente en suplementos de los jueves, asignaciones de dos páginas de tres niveles a una página. La escasez de guerra redujo el espacio para la tira en un tercio, y luego los suplementos desaparecieron por completo; el cómic apareció diariamente en el periódico principal como una tira de cuatro paneles. Para su publicación en forma de libro, Casterman insistió en que Hergé debía adherirse a un nuevo formato de álbum de cuatro paneles de dieciséis páginas, que dio sesenta y dos páginas de historia más una portada. Aunque el formato redujo el recuento de páginas, mantuvo la misma cantidad de historia al reducir el tamaño de los paneles reproducidos. A medida que La estrella misteriosa progresaba, Hergé cortaba y recortaba recortes de la tira en un libro de ejercicios en preparación para los nuevos diseños. Fue el primer volumen de Las aventuras de Tintín que se publicó originalmente en formato de 62 páginas a todo color, que a partir de entonces era el estándar de la serie (a diferencia del primero publicado en un formato de reproducción de tira de periódico en blanco y negro que todos los libros anteriores tenían hecho). Casterman publicó el álbum en septiembre de 1942. A diferencia de los libros anteriores de la serie, debido a que se imprimió inmediatamente en color, no fue necesario volver a dibujarlo por completo. Las 177 tiras diarias de la serialización original no fueron suficientes para llenar las 62 páginas que Casterman había asignado, por lo que Hergé agregó paneles grandes, como un panel de media página de un telescopio gigante en la página tres. Hergé quería incluir una pequeña estrella de oro dentro de la «o» de «Étoile» en la portada, pero Casterman se negó, por considerarlo demasiado caro.
En 1954 Hergé comenzó a hacer varios cambios en la historia para su reedición. Consciente de la controversia en torno a la descripción antisemita de Blumenstein, cambió el nombre del personaje por el de Bohlwinkel, adoptando este nombre de bollewinkel, un término dialectal de Bruselas para una tienda de confitería. Más tarde descubrió que, por coincidencia, Bohlwinkel también era un nombre judío. Tratando de atenuar el sentimiento antiamericano del libro, también cambió a los Estados Unidos a una nación ficticia de Sudamérica llamada São Rico, reemplazando la bandera de Estados Unidos por la tripulación del Peary con la del estado ficticio. En 1959, Hergé hizo una nueva lista de cambios en el arte de la obra, que incluía alterar la nariz de Bohlwinkel, pero los cambios se pospusieron y nunca se han realizado.

## Acogida de la crítica
Pierre Assouline comentó que la atención de Hergé hacia la precisión decayó en La estrella misteriosa. Por ejemplo, el acercamiento del meteorito hacia la Tierra causó una ola de calor, mientras que el meteorito mismo procedió a flotar en la superficie del océano. En realidad, no se habría causado tal ola de calor, mientras que el meteorito se habría hundido en el fondo del mar, causando un tsunami. Notó que el concepto de locura era un tema recurrente a lo largo de la historia, y que había "una irrealidad en toda la aventura". Su compañero biógrafo Benoît Peeters afirmó que La estrella misteriosa era "de gran poder y brillante construcción". En otra parte, Peeters escribió que el libro era "notable por la entrada de lo fantástico en el trabajo de Hergé".
Jean-Marc y Randy Lofficier consideraron el antisemitismo como un "momento triste" en la serie, premiando a la historia con una de cinco estrellas. Sin embargo, sintieron que el "ambiente preapocalíptico es severo y creíble", y que los hongos gigantes en el meteorito eran una "extraña anticipación" de las nubes de hongos producidas por los bombardeos atómicos en 1945. Centrándose en los personajes del profesor Calys y Philippulus, afirmaron que ambos se asemejaban a Filemón Ciclón de Los cigarros del faraón y que el primero estaba "en la tradición de Jules Verne" de profesores excéntricos. Según el filósofo Pascal Bruckner, los expertos de Tintín encuentran en Philippulus una caricatura del mariscal de Francia Philippe Pétain, quien exigió a los franceses que se arrepintieran de los pecados imaginarios cuando él tomara el poder. Philippe Goddin declaró que las tiras para esta historia "mantienen al lector a diario en una historia repleta de nuevos giros y humor".
Harry Thompson describió La estrella misteriosa como "la más importante de todas las historias de Hergé durante la guerra", teniendo "un aire de extraña fantasía" que era diferente a su trabajo anterior. Observó que el personaje del profesor Calys era un prototipo del profesor Tornasol, presentado más adelante en la serie. Michael Farr afirmó que el escenario apocalíptico de la historia reflejaba el clima de guerra en Europa. Él caracteriza las primeras páginas de la historia como "únicas en la obra [de Hergé] por la sensación de presentimiento que transmiten", y agrega que "Hergé evita con valentía los medios reconocidos por los dibujantes de denotar un sueño, confundir deliberadamente al lector". Sintió que el "flujo de la narrativa es menos logrado" que en otras historias, con "aceleraciones y acometidas seguidas de pasajes más lentos, alterando el ritmo y el paso".
El crítico literario Jean-Marie Apostolidès psicoanalizó la historieta, describiéndola como "el intento final de la expulsión [Tintín] para librarse del bastardo [Haddock] y para preservar la integridad de sus valores anteriores", señalando que las primeras trece páginas están dedicadas exclusivamente al chico reportero. También argumentó que Calys y Philippus representan las dos mitades de "una figura paterna ambivalente" dentro de la historia, prefigurando a Tornasol "más que cualquier otro personaje anterior". Sugiere que cuando se esconde en la Aurora, se puede comparar a Philippus con El Fantasma de la Ópera, mientras él roba un cartucho de dinamita y trepa al mástil del barco antes de amenazar con detonar el arma. Apostolidès creía que la estrella fugaz en sí es "más un misterio religioso que científico" y que, por lo tanto, Tintín es "el perfecto para descubrirlo de algún modo religioso, es decir, irrealista". Apostolidès analizó el componente político de la historia en términos de "la encarnación del capitalismo no regulado contra el espíritu de los valores europeos", argumentando que Hergé se adhería a "una visión utópica que, en 1942, huele a propaganda proalemana".
El crítico literario Tom McCarthy cree que La estrella misteriosa representa el ápice de la "tensión de la derecha" en el trabajo de Hergé. Resaltó la instancia en la que Tintín personifica a Dios para darle órdenes a Philippus de representar una de varias ocasiones en Las aventuras de Tintín, donde "la autoridad sagrada se manifiesta en gran medida como una voz y comandando o secuestrando esa voz es lo que garantiza el poder". McCarthy además observa que la imagen de una araña gigante en una bola de fuego, que aparece cerca del comienzo de la historia, refleja el tema de la locura que nuevamente está presente en toda la serie. Discutiendo los elementos políticos de la serie de Hergé, McCarthy también notó que en la publicación original de la historia, la araña que trepó frente al telescopio del observatorio y se magnificó así en gran medida inicialmente se denominó Aranea Fasciata; él vio esto como una sátira intencional de la amenaza a Europa planteada por el fascismo.

## Adaptaciones
En 1957, la compañía de animación Belvision Studios produjo una serie de adaptaciones de color basadas en los cómics originales de Hergé, adaptando ocho de las aventuras en una serie de episodios diarios de cinco minutos. La estrella misteriosa fue la sexta en ser adaptada en la segunda serie animada; fue dirigida por Ray Goossens y escrita por Greg, un famoso dibujante que se convertiría en editor en jefe de la revista Tintín.
En 1991, se produjo una segunda serie animada basada en Las aventuras de Tintín, esta vez como una colaboración entre el estudio francés Ellipse y la compañía canadiense de animación Nelvana. La estrella misteriosa fue la octava historia que se adaptó y se dividió en dos episodios de veinte minutos. Dirigida por Stéphane Bernasconi, la serie ha sido elogiada por ser "generalmente fiel" a los cómics originales, en la medida en que la animación fue directamente adoptada de los paneles originales de Hergé. Bohlwinkel fue discretamente anónimo en la adaptación y se muestra su arresto.
En 2010, el caricaturista estadounidense Charles Burns fue autor de X'ed Out, una novela gráfica con una variedad de alusiones a Las aventuras de Tintín. En una escena, el protagonista Nitnit descubre un almacén que contiene huevos blancos con manchas rojas, similares a los hongos en La estrella misteriosa, con la portada del libro de Burns que rinde homenaje a Hergé. En 2015, el boceto de portada original del libro se vendió por 2,5 millones de euros a un inversor europeo, Marina David de Petits Papiers-Huberty-Breyne, en la Feria de antigüedades y bellas artes de Bruselas.